# オイシックス新潟アルビレックス・ベースボール・クラブの選手一覧
オイシックス新潟アルビレックス・ベースボール・クラブの選手一覧（オイシックスにいがたアルビレックス・ベースボール・クラブのせんしゅいちらん）は、イースタン・リーグ（2023年以前はベースボール・チャレンジ・リーグ）のオイシックス新潟アルビレックス・ベースボール・クラブに所属する選手、および所属していた主な選手の一覧である。

## 首脳陣
| 背番号 | 名前       | 役職                             |
| ------ | ---------- | -------------------------------- |
| 38     | 武田勝     | 監督兼投手コーチ                 |
| 75     | 野間口貴彦 | チームディレクター兼ヘッドコーチ |
| 73     | 稲葉大樹   | 野手コーチ                       |
| 76     | 伊藤隼太   | 野手コーチ                       |
| 77     | 斉藤秀光   | 野手コーチ                       |
| 72     | 黒羽根利規 | バッテリーコーチ                 |

## 所属選手
太字はNPB加盟球団（12球団）に在籍経験のある選手。

### 投手
| 背番号 | 選手名     | 投 | 打 | 備考                             |
| ------ | ---------- | -- | -- | -------------------------------- |
| 11     | 上村知輝   | 右 | 右 |                                  |
| 13     | 目黒宏也   | 左 | 左 | 26から背番号変更                 |
| 14     | 髙田琢登   | 左 | 左 | 2025年度新入団                   |
| 15     | 西村陸     | 右 | 右 |                                  |
| 17     | 三上朋也   | 右 | 右 |                                  |
| 19     | 小林慶祐   | 右 | 右 |                                  |
| 21     | 牧野憲伸   | 左 | 左 |                                  |
| 23     | 薮田和樹   | 右 | 右 |                                  |
| 26     | 内田健太   | 左 | 左 | 14から背番号変更                 |
| 28     | 今井亮太   | 右 | 右 | 2025年度新入団                   |
| 29     | 南波秀     | 右 | 右 | 2025年度新入団                   |
| 30     | 能登嵩都   | 右 | 右 |                                  |
| 31     | 小林珠維   | 右 | 右 | 2025年度新入団                   |
| 34     | 伊禮海斗   | 左 | 左 |                                  |
| 41     | 鈴木颯人   | 右 | 右 |                                  |
| 43     | 安城健汰   | 右 | 右 | 31から背番号変更                 |
| 45     | 高野結羽   | 右 | 左 | 2025年度新入団                   |
| 46     | 高橋駿臥   | 右 | 右 | 2025年度新入団                   |
| 47     | 笠原祥太郎 | 左 | 左 |                                  |
| 48     | 山下一馬   | 右 | 右 | 2025年度新入団                   |
| 49     | 宮里優吾   | 右 | 右 | 福岡ソフトバンクホークスから派遣 |
| 54     | 瀧本将生   | 右 | 右 | 2025年度新入団                   |

### 捕手
| 背番号 | 選手名   | 投 | 打 | 備考             |
| ------ | -------- | -- | -- | ---------------- |
| 12     | 山田和   | 右 | 左 | 2025年度新入団   |
| 27     | 片山悠   | 右 | 右 |                  |
| 35     | 中澤英明 | 右 | 右 | 2025年度新入団   |
| 56     | 片野優羽 | 右 | 右 | 38から背番号変更 |

### 内野手
| 背番号 | 選手名   | 投 | 打 | 備考             |
| ------ | -------- | -- | -- | ---------------- |
| 0      | 高義博   | 右 | 右 |                  |
| 3      | 田中俊太 | 右 | 左 |                  |
| 6      | 永澤蓮士 | 右 | 右 | 副キャプテン     |
| 7      | 園部佳太 | 右 | 右 | 副キャプテン     |
| 8      | 藤原大智 | 右 | 両 |                  |
| 25     | 小西慶治 | 右 | 右 | キャプテン       |
| 33     | 伴在汰文 | 右 | 左 | 32から背番号変更 |
| 36     | 佐藤圭   | 右 | 右 | 2025年度新入団   |
| 52     | 岸川和広 | 右 | 左 | 2025年度新入団   |
| 62     | 山田龍青 | 右 | 右 | 56から背番号変更 |

### 外野手
| 背番号 | 選手名   | 投 | 打 | 備考             |
| ------ | -------- | -- | -- | ---------------- |
| 00     | 知念大成 | 左 | 左 | 24から背番号変更 |
| 1      | 陽岱鋼   | 右 | 右 |                  |
| 4      | 漆原幻汰 | 右 | 左 | 2025年度新入団   |
| 5      | 大川陽大 | 右 | 右 | 2025年度新入団   |
| 9      | 髙山俊   | 右 | 左 |                  |
| 24     | 上原裕樹 | 右 | 左 | 2025年度新入団   |
| 32     | 坂口大輔 | 右 | 左 | 2025年度新入団   |
| 37     | 中山翔太 | 右 | 右 |                  |
| 44     | 比嘉天佑 | 右 | 左 |                  |
| 51     | 篠田大聖 | 右 | 左 |                  |
| 55     | 浅井玲於 | 右 | 左 | 2025年度新入団   |

## 過去に在籍していた主な選手

### NPB（セ・パ12球団）入団選手
※年はNPB入団前の最終所属年度。当球団から直接入団した選手に限る。
- 2011年
  - 雨宮敬（2010年 - 2011年） - 読売ジャイアンツ（育成選手ドラフト5位、2012年 - 2014年、2015年に新潟復帰）
  - 渡辺貴洋（2011年） - 読売ジャイアンツ（育成選手ドラフト6位、2012年 - 2013年、2014年に新潟復帰）
  - 正田樹 （2011年） - 東京ヤクルトスワローズ（NPBに復帰して2012年 - 2013年、元：北海道日本ハムファイターズ・阪神タイガース）
- 2015年
  - ミッチ・デニング（2013年 - 2015年） - 東京ヤクルトスワローズ（シーズン中に契約、2015年途中 - 同年終了）
- 2016年
  - 髙井俊（2015年 - 2016年） - 読売ジャイアンツ（育成選手ドラフト1位、2017年 - 2020年）
  - ダリル・ジョージ（2015年 - 2016年） - オリックス・バファローズ（2017年）
- 2017年
  - 渡邉雄大（2014年 - 2017年） - 福岡ソフトバンクホークス（育成選手ドラフト6位、2018年 - 2021年、2022年 - 2023年は阪神タイガースに在籍）
- 2018年
  - 知野直人（2017年 - 2018年） - 横浜DeNAベイスターズ（ドラフト6位、2019年 - ）
- 2019年
  - 樋口龍之介（2017年 - 2019年） - 北海道日本ハムファイターズ（育成選手ドラフト2位、2020年 - 2022年）
  - 長谷川凌汰（2018年 - 2019年） - 北海道日本ハムファイターズ（育成選手ドラフト3位、2020年 - 2022年）
- 2023年
  - 伊藤琉偉（2023年） - 東京ヤクルトスワローズ（ドラフト5位、2024年 - ）
- 2024年
  - 下川隼佑（2022年 - 2024年） - 東京ヤクルトスワローズ（育成選手ドラフト3位、2025年 - ）

### 海外プロリーグ入団選手
※年は海外プロリーグ入団前の最終所属年度。当球団から直接入団した選手に限る。
- 2013年
  - ロバート・ブース - CPBL・Lamigoモンキーズ（シーズン中に契約、2013年シーズン中に新潟復帰）
- 2024年
  - 吉田一将 - CPBL・台鋼ホークス（シーズン中に契約、2024年 - 、元：オリックス・バファローズ）

### その他
- 青木智史 - 元・広島東洋カープ、最多本塁打（2008年・2009年）、最多打点（2009年）、ベストナイン（2008年 - 2010年、2012年）、前期MVP（2008年・2009年）、コーチ兼任の時期あり。後に立正大学硬式野球部コーチを経て、埼玉西武ライオンズ球団スタッフ、三軍総合コーチ
- 足立尚也 - ベストナイン（2013年）
- アドゥワ大 - アドゥワ誠の実兄
- 阿部一心 - 最多盗塁（北地区、2022年）
- 阿部拳斗 - 前期MVP（2012年）
- 荒井勇介 - ベストナイン（2013年）
- 池田卓 - ベストナイン（2013年）
- 池永大輔
- 伊藤秀範 - 元・東京ヤクルトスワローズ
- 稲葉大樹 - BCリーグ最多出場記録保持者（2024年現在）、首位打者（2011年）、ベストナイン（2008年、2011年、2013年・2014年、2017年）、シーズンMVP（2011年）、後期MVP（2011年、2013年）、前期MVP（2012年）、コーチ兼任の時期あり。
- 今井政司 - 後に千葉スカイセイラーズGM補佐兼任コーチ[2]
- エドウィン・エスコバー - 元・横浜DeNAベイスターズ
- 小野真悟 - 後に大分B-リングスおよびKAMIKAWA・士別サムライブレイズ監督
- 郭恆孝（中国語版） - 台湾の社会人チームを経て、台湾プロ野球統一セブンイレブン・ライオンズにドラフト8位で入団（2015年 - 2020年）
- 鴨下瞬  - YouTubeチャンネルトクサンTVに出演
- 菊地悠人 - 最多盗塁（2018年）、ベストナイン（2018年）
- グルラジャニ・ネイサン
- 桑田真樹 - 桑田真澄の長男
- 小池智也 - 首位打者（北地区、2022年）、最多打点（北地区、2022年）シーズンMVP（2022年）、BCリーグ史上7人目のサイクル安打達成者。
- 纐纈英騎 - ベストナイン（2017年）
- 清野友二 - 主将（2011年 - 2012年）、後に松本大学硬式野球部監督
- 高須洋介 - 元・東北楽天ゴールデンイーグルス、野手総合コーチ兼任
- 高津臣吾 - 元・東京ヤクルトスワローズ、2012年は監督兼任、最多セーブ（2011年）
- 舘池亮佑
- 田村勇磨 - 最優秀防御率（2014年）、ベストナイン（2014年）
- 知念広弥 - 任意引退後、台湾プロ野球・統一ライオンズに入団 (2018年 - 2019年)
- 塚田晃平 - 元・広島東洋カープ
- 寺田哲也 - 最多勝利（2012年・2013年）、最多奪三振（2012年）、最優秀防御率（2013年）、シーズンMVP（2012年・2013年）、後期MVP（2012年・2013年）、前期MVP（2013年）、ベストナイン（2012年・2013年）。香川オリーブガイナーズを経て、東京ヤクルトスワローズに入団 (2015年 - 2016年)
- ジョシュ・トルス（英語版） - BCリーグ史上5人目のノーヒット・ノーラン達成者。第4回WBCオーストラリア代表
- 長坂秀樹
- 中西啓太 - 最優秀防御率（2015年）、引退後は球団職員
- 中溝雄也  - 福井ミラクルエレファンツを経て、千葉ロッテマリーンズブルペン捕手 (2018年 - )
- 中山大 - 引退後は投手コーチ就任、後に富山サンダーバーズ投手コーチ及び球団代表補佐を経て、新潟県内で経営者に転身[3][4]
- 根鈴雄次 - コーチ兼任
- 野里慶士郎
- 野呂大樹 - 最多盗塁（2012年、2014年・2015年）、ベストナイン（2012年、2015年）、後に日本ろう野球協会日本代表監督
- 羽豆恭 - 最多セーブ（2014年）、引退後は中央学院高等学校硬式野球部コーチ[5][6]
- ダニエル・パディシャーク - 第5回WBCチェコ代表[7]
- 平野進也 - 最多打点（2012年）、首位打者（2015年）、ベストナイン（2012年 - 2015年）、シーズンMVP（2012年・2015年）、後期MVP（2012年）、前期MVP（2015年）
- 福岡良州 - 最多打点（2011年）、ベストナイン（2012年・2013年）
- 藤井了
- ホルヘ・マルティネス - 元・読売ジャイアンツ
- 前川哲 - 最多セーブ（中地区、2020年）
- 間曽晃平 - 最優秀防御率（2011年）、最多勝利（2014年・2015年）、シーズンMVP（2014年・2015年）、前期MVP（2015年）、ベストナイン（2015年）、引退後は松本大学硬式野球部コーチを経て、2025年よりチームディレクター補佐兼育成コーチに就任
- 山口祥吾 - 元・千葉ロッテマリーンズ 、引退後は球団職員
- 佑紀 - ベストナイン（2012年）
- エバン・ラッツキー（英語版） (2022年 - 2023年) - 第5回WBCカナダ代表
- 渡辺明貴 - 在籍時は練習生。茨城アストロプラネッツなどを経て、横浜DeNAベイスターズより育成指名

## 歴代監督
- 後藤孝志（2007年）
- 芦沢真矢（2008年 - 2010年）
- 橋上秀樹（2011年）
- 高津臣吾（2012年、選手兼任）
- ギャオス内藤（2013年 - 2014年）
- 赤堀元之（2015年 - 2016年）
- 加藤博人（2017年 - 2018年）
- 清水章夫（2019年 - 2020年）
- 橋上秀樹（2021年 - 2024年）
- 武田勝（2025年 - ）